# Norrsjön (Hassela socken, Hälsingland)
Norrsjön är en sjö i Nordanstigs kommun i Hälsingland och ingår i Harmångersåns huvudavrinningsområde. Sjön har en area på 0,263 kvadratkilometer och ligger 301,2 meter över havet. Sjön avvattnas av vattendraget Norrbäcken.

## Delavrinningsområde
Norrsjön ingår i det delavrinningsområde (689643-154611) som SMHI kallar för Mynnar i Skansån. Medelhöjden är 346 meter över havet och ytan är 27,49 kvadratkilometer. Det finns inga avrinningsområden uppströms utan avrinningsområdet är högsta punkten. Norrbäcken som avvattnar avrinningsområdet har biflödesordning 3, vilket innebär att vattnet flödar genom totalt 3 vattendrag innan det når havet efter 74 kilometer. Avrinningsområdet består mestadels av skog (92 procent). Avrinningsområdet har 0,26 kvadratkilometer vattenytor vilket ger det en sjöprocent på 1 procent.